# Лора Буш
Лора Велч Буш (енгл. Laura Welch Bush; Мидланд, 4. новембар 1946) је супруга бившег америчког председника Џорџа Буша и Прва дама Сједињених Америчких Држава од 2001. до 2009.